# مدرج (موسيقى)

المَدْرَج الموسيقي هو مخطط لاحتواء الرموز والعلامات و الأشكال الموسيقية المستعملة في الصولفيج. يتكون المدرج من 5 خطوط أفقية متوازية و متقاربة فيما بينها، تُكَوِّن فيما بينها 4 فسحات؛ تُرَقَّم جميع هذه الخطوط و الفسحات كل على حدا من الأسفل إلى الأعلى، بحيث تدون العلامات الموسيقية من اليسار إلى اليمين.
يوضع المفتاح الموسيقي في البداية على اليسار، يليه السلم الموسيقي المستخدم وذلك باستخدام علامات الرفع والخفض الموسيقية، يلي ذلك الوزن الموسيقي، ثم النوطات الموسيقية.